# Feuchtwiese Hohner Mark
Das Naturschutzgebiet Feuchtwiese Hohner Mark liegt auf dem Gebiet der Stadt Lengerich im Kreis Steinfurt in Nordrhein-Westfalen. Das Gebiet erstreckt sich südlich der Kernstadt Lengerich. Nördlich verläuft die Landesstraße L 591, westlich die L 811 und südlich die B 475. Südöstlich erstreckt sich das 19,12 ha große Naturschutzgebiet (NSG) In der Nieder Mark.

## Bedeutung
Für Lengerich ist seit 1987 ein 17,45 ha großes Gebiet unter der Kenn-Nummer ST-058 als Naturschutzgebiet ausgewiesen. Das Gebiet wurde unter Schutz gestellt zur Erhaltung. Entwicklung und Wiederherstellung von Lebensgemeinschaften und Lebensstätten, insbesondere von Pflanzen und Pflanzengesellschaften des offenen Wassers und des feuchten Grünlandes sowie von seltenen und z. T. stark gefährdeten landschaftsraumtypischen Pflanzen- und Tierarten u. a. von seltenen, zum Teil gefährdeten Wat- und Wiesenvögeln, Amphibien und Wirbellosen.